# Lawrence West (métro de Toronto)
Pour les articles homonymes, voir Lawrence West.
Lawrence West est une station de la ligne 1 Yonge-University du métro, de la ville de Toronto en Ontario au Canada. Elle est située au numéro 655 Lawrence Avenue West.

## Situation sur le réseau
Établie en surface, la station Lawrence West de la ligne 1 Yonge-University, précède la station Yorkdale, en direction du terminus Vaughan Metropolitan Centre, et elle est précédée par la station Glencairn, en direction du terminus Finch.

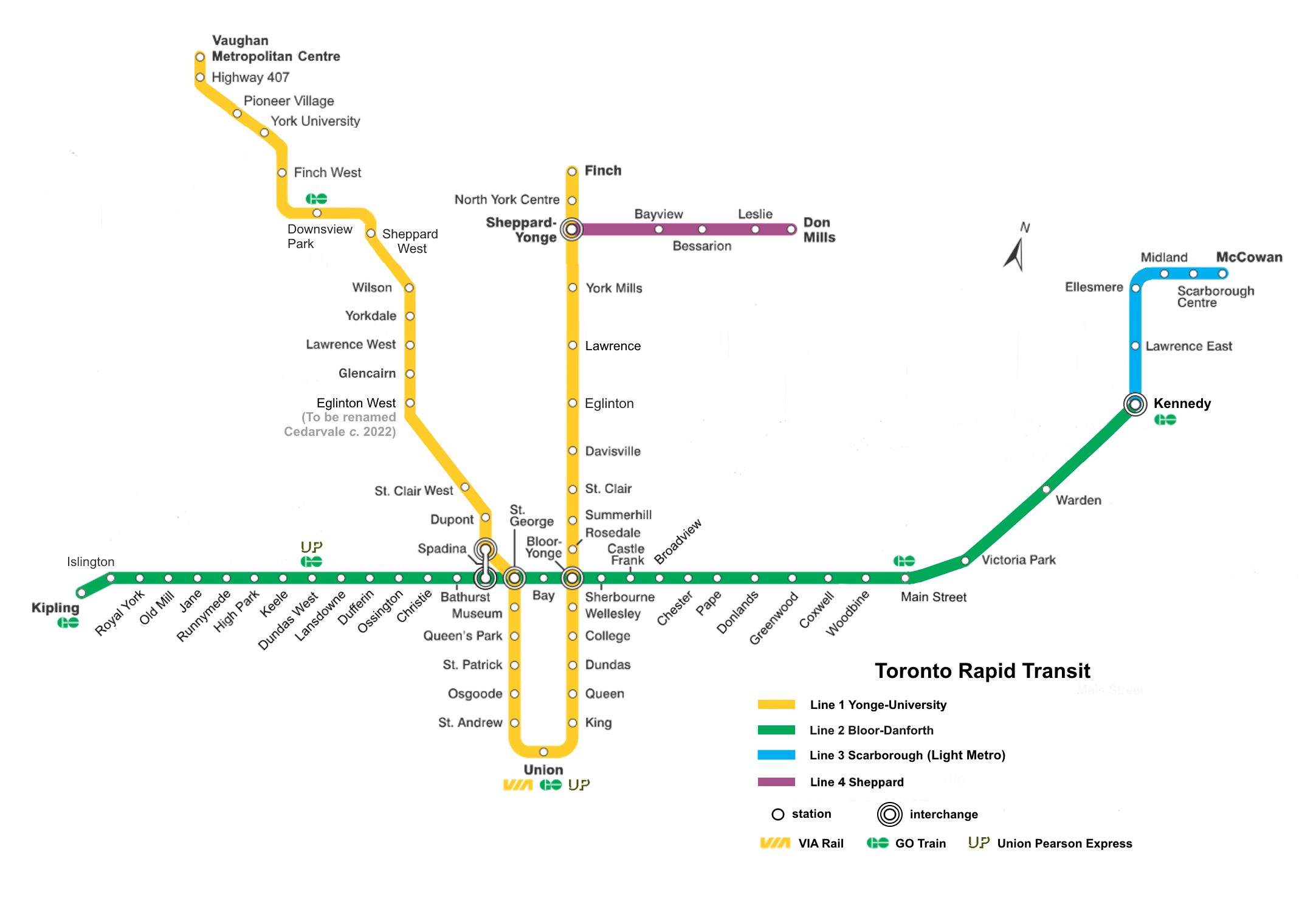
Plan du métro de Toronto (2018).

## Histoire
La station est inaugurée le 28 janvier 1978.

## Services aux voyageurs

### Intermodalité
Elle est desservie par les bus des lignes : 52 Lawrence West, 58 Malton to McNaughton, 59 Maple Leaf, 109 Ranee
et 400 Lawrence Manor.